# 唐津市立鏡中学校
唐津市立鏡中学校（からつしりつ かがみちゅうがっこう）は、佐賀県唐津市鏡にある公立中学校。

## 概要
歴史
1947年（昭和22年）の学制改革により、新制中学校として創立。現校名になったのは1954年（昭和29年）。2022年（令和4年）に創立75周年を迎えた。
校章
八稜鏡の絵を背景にして、中央に「中」の文字を置いている。
校歌
作詞は楢崎宗重、作曲は井上代による。歌詞は4番まであり、各番とも校名の「鏡」が登場する。
校区
住所表記で唐津市の後に「鏡（かがみ）、松南町（しょうなんちょう）、原（はる）、柏崎（かしわざき）、半田（はだ）、宇木（うき）」の続く地域。小学校区は唐津市立鏡山小学校。

## 沿革
- 1947年（昭和22年）4月1日 - 学制改革（六・三制の実施）が行われる。
  - 鏡国民学校初等科が改組され、新制小学校「鏡村立鏡小学校」に改称。
  - 鏡国民学校高等科が青年学校普通科とともに、新制中学校「鏡村立鏡中学校」に改組される。
- 1948年（昭和23年）10月1日 - 久里村の分村により、原地区（一部）、中原地区（一部）、柏崎地区の児童を収容。
- 1954年（昭和29年）11月1日 - 鏡村が唐津市に編入され、「唐津市立鏡山中学校」に改称。

## 交通アクセス
最寄りの鉄道駅
- JR九州 筑肥線「東唐津駅」・「虹の松原駅」

最寄りのバス停留所
- 昭和自動車「鏡山小学校」バス停

最寄りの幹線道路
- 佐賀県道40号浜玉相知線
- 国道202号

## 周辺
- 唐津市立鏡山小学校
- 唐津鏡郵便局
- 佐賀銀行和多田支店鏡出張所

## 参考資料
- 「唐津市史 復刻版」（1991年（平成3年）3月1日発行, 唐津市）p.1185-p.1186

## 関連事項
- 佐賀県中学校一覧